# Saint-Jean-Lasseille
Saint-Jean-Lasseille là một xã trong tỉnh Pyrénées-Orientales, vùng Occitanie phía nam nước Pháp. Xã Saint-Jean-Lasseille nằm ở khu vực có độ cao trung bình 75 mét trên mực nước biển.